# Light Up the Sky
Light Up the Sky è un singolo del gruppo musicale britannico The Prodigy, pubblicato il 19 luglio 2018 come secondo estratto dal settimo album in studio No Tourists.

## Video musicale
Per il brano è stato realizzato un lyric video, dove, oltre al testo, viene mostrato un bipiano andare a tutta velocità nella notte.

## Tracce
Testi e musiche di Liam Howlett, Maxim, Olly Burden e Jiří Schelinger.
Download digitale
1. Light Up the Sky – 3:19

Download digitale – PENGSHUi Remix
1. Light Up the Sky (PENGSHUi Remix) – 3:01

Download digitale – Special Request Remix
1. Light Up the Sky (Special Request Remix) (Edit) – 3:29
2. Light Up the Sky (Special Request Remix) – 4:57

## Formazione
Gruppo
- Liam Howlett – sintetizzatore, programmazione
- Maxim – voce

Altri musicisti
- Brother Culture – voce
- Olly Burden – chitarra

Produzione
- Liam Howlett – produzione, missaggio
- Olly Burden – coproduzione
- Prash "Engine-Earz" Mistry – mastering